# Bolbelasmus variabilis
Bolbelasmus variabilis är en skalbaggsart som beskrevs av Henry Fuller Howden 1964. Bolbelasmus variabilis ingår i släktet Bolbelasmus och familjen Bolboceratidae. Inga underarter finns listade.